# Bobby Hatfield
Robert Lee « Bobby » Hatfield est un chanteur américain né le 10 août 1940 à Beaver Dam, dans le Wisconsin, et mort le 5 novembre 2003 à Kalamazoo, dans le Michigan.

## Jeunesse
Hatfield est né à Beaver Dam dans le Wisconsin, il a déménagé avec sa famille à  Anaheim, California, lorsqu'il avait quatre ans. Il a été diplômé du lycée Anahein (Anaheim High School) en 1958, il chantait dans la chorale de l'école et jouait au  baseball. Il avait brièvement considéré être joueur professionnel de baseball, mais sa passion pour la musique l'a poussé à poursuivre une carrière de chanteur. Il rencontrera son partenaire de chant Bill Medley à l'université de Californie (California State University, Long Beach). Hatfield faisait partie de la fraternité des Sigma Alpha Epsilon.

## Carrière
Bobby Hatfield et Bill Medley ont d'abord formé un groupe appelé Paramours et se sont produits dans les alentours de Los Angeles, puis ce groupe est ensuite appelé en 1962 The Righteous Brothers après qu'un fan dans la foule ait crié : « That was righteous, brothers ». Leur duo rencontre un grand succès dans les années 1960. L'une de leurs plus célèbres chansons, la reprise de Unchained Melody (no 4 aux États-Unis en 1965), est en réalité interprétée par Hatfield seul.
Les Righteous Brothers se séparent en 1968 pour se reformer en 1974. Durant cette période, Bobby Hatfield publie un album (Messin in Muscle Shoals, 1971) et quelques singles en solo.
Bobby Hatfield est mort d'une overdose de cocaïne le 5 novembre 2003. Il a été trouvé mort dans un hôtel à Kalamazoo (Michigan), il devait participer à un concert des Righteous Brothers une demi-heure plus tard.